# Козлиха (приток Нерли)
Козлиха — небольшая река в России, протекает в Ивановской области. Устье реки находится по левому берегу реки Нерль. Исток реки — в лесах Гаврилово-Посадского района. Длина реки незначительна. Не судоходна.
Вдоль русла реки населённых пунктов нет.